# Kristen Holden-Ried
Kristen Holden-Ried (Pickering, 1 de agosto de 1973) é um ator canadense.

## Biografia
Nascido em Pickering, Ontário, estudou na Concordia University School of Business em Montreal. Na sua primeira audição, conseguiu o papel principal no drama do século XII, Young Ivanhoe. Holden-Ried era um competidor campeão em equitação e esgrima. Ele é um ex-membro da Canadian National Pentathlon Team e tem uma medalha de prata no Pan-Americano e Pan Pacific Pentathlon Championships. Holden-Ried treinou na Uta Hagen's Master Class Scene Study com Janine Manatis bem como na Green Room Actor's Workshop e na National Film Acting School.

## Filmografia
- Underworld: Awakening (2011)
- The Listener (2011)
- Four Saints – John McCrae (2011)
- Lost Girl (2010) – Dyson
- Santa Baby 2 (film) – Colin (2009)
- Deadliest Sea – Bear (2009)
- Girl's Best Friend- Jake (2008)
- A Broken Life – Mikhail (2008)
- MVP – Aleksei Protopopov (2008)
- The Bridge – Mike Bodanski (2008)
- The Last New Year- Eric (2008)
- The One That Got Away (TV)- Scott Lawton (2008)
- Never Forget – Andy (2008)
- The Death of Alice Blue – Stephen (2008)
- Emotional Arithmetic – Young Jakob Bronski (2007)
- The Tudors – William Compton (2007)
- A Stone's Throw – Jack Walker (2006)
- Niagara Motel – R.J (2006)
- Waking Up Wally: The Walter Gretzky Story – Wayne Gretzky (2005)
- Big Girl – Gerry (2005)
- My Uncle Navy and Other Inherited Disorders – Uncle Navy (2005)
- Touch of Pink – Giles (2004)
- Ice Bound: A Woman's Survival at the South Pole (TV) – Lunar (2003)
- The Many Trials of One Jane Doe – Harold Beckwith (2002)
- A Killing Spring – Karl Hrynluk (2002)
- K-19: The Widowmaker – Anton (2002)
- The Crossing – Captain Heineman (2000)
- Paradise Falls – Simon (2001–2002)
- Degrassi: The Next Generation – Scott "Tracker" Cameron (2001–2004)
- Forget Me Never (1999)
- Riverdale – Shawn Ritchie (1997)
- Night of the Demons 3 – Vince (1997)
- Young Ivanhoe – Ivanhoe (1995)